# Broomedge
Broomedge – wieś w Anglii, w hrabstwie ceremonialnym Cheshire, w dystrykcie (unitary authority) Cheshire East. Leży 35 km na północny wschód od miasta Chester i 260 km na północny zachód od Londynu.